# 依諾增爵七世
諾森七世（拉丁語：Innocentius PP. VII；1336年—1406年11月6日）原名葛斯默·米廖拉蒂（Cosma Migliorati），1404年10月17日當選教宗，同年11月11日即位至1406年11月6日為止。

## 對立教宗
- 本篤十三世，在天主教會大分裂時期接對立教宗克勉七世任，1394年9月28日－1423年5月23日。在亞維儂。

## 譯名列表
- 七世：天主教香港教區禮儀委員會：禧年專頁 （页面存档备份，存于）作。
- 因特七世：《世界人名翻譯大辭典》1993年版作因諾森特。
- 英七世：《大英簡明百科知識庫》2005年版[永久]作英諾森。
- 七世：香港天主教教區檔案　歷任教宗作。
- 七世：天主教天津教区作。